# Stéphane Brizé
Stéphane Brizé (Rennes, 18 de octubre de 1966) es un guionista, productor, actor y director de cine francés.

## Biografía
Stéphane Brizé nació en Rennes y estudió en Instituto de Tecnología y se trasladó a Paris, donde comenzó su carrera en teatro y televisión. Su película de 2015 La ley del mercado fue elegido para competir por la Palma de Oro del Festival Internacional de Cine de Cannes de 2015.

## Filmografía
Como actor

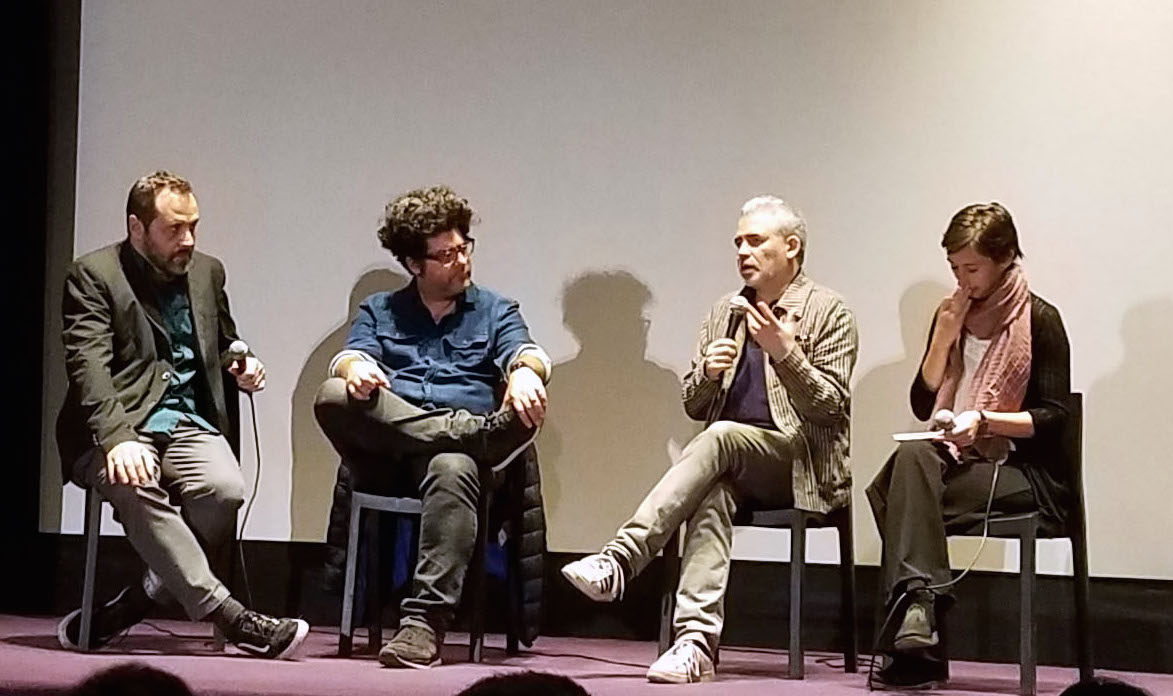
Stéphane Brizé (second from the right) in Buenos Aires in 2019, talking about 'La Loi du marché' and 'En Guerre'.

- El petit Marguery (Au Petit Marguery), de Laurent Bènègui (1995)
- Ada sait pas dire non (corto), de Luc Pagès (1995)
- Le nouveau protocole, de Thomas Vincent (2008)

Como director
- Bleu dommage (corto) (1993)
- L'Œil qui traîne (corto) (1997)
- Le Bleu des villes (1999)
- No estoy hecho para ser amado (Je ne suis pas là pour être aimé) (2005)
- Entre adultos (Entre adultes) (2006)
- Mademoiselle Chambon (2009)
- Algunas horas de primavera (Quelques heures de printemps) (2012)
- La ley del mercado (La loi du marché) (2015)
- El jardín de Jeannette (Une vie) (2016)
- En guerra (En guerre) (2018)
- Un nuevo mundo (Un autre monde) (2021)
- Fuera de temporada (2023)

## Premios y distinciones
Festival Internacional de Cine de San Sebastián
| Año  | Categoría      | Película                      | Resultado |
| ---- | -------------- | ----------------------------- | --------- |
| 2005 | Premio del CEC | No estoy hecho para ser amado | Ganador   |

Premios César
| Año  | Categoría            | Película                     | Resultado |
| ---- | -------------------- | ---------------------------- | --------- |
| 2010 | Mejor adaptación     | Mademoiselle Chambon         | Ganador   |
| 2013 | Mejor dirección      | Quelques heures de printemps | Nominado  |
| 2013 | Mejor guion original | Quelques heures de printemps | Nominado  |
| 2016 | Mejor película       | La loi du marché             | Nominado  |
| 2016 | Mejor dirección      | La loi du marché             | Nominado  |